# Xã Arcadia, Quận Lapeer, Michigan
Xã Arcadia (tiếng Anh: Arcadia Township) là một xã thuộc quận Lapeer, tiểu bang Michigan, Hoa Kỳ. Năm 2010, dân số của xã này là 3.113 người.